# Каликратис
Каликра́тис (греч. Καλλικράτης) — деревня в Греции на юге острова Крит, в 12 километрах к северо-востоку от Хора-Сфакиона и в 36 к югу от Ханьи. С 1997 года входит в общину (дим) Сфакью в периферийной единице Ханье в периферии Крите. Население 20 жителей по переписи 2011 года.

## Сообщество Пацианос
Сообщество Пацианос создано в 1925 году (ΦΕΚ 27Α). В местное сообщество Пацианос входят четыре населённых пункта. Население 314 жителей по переписи 2011 года. Площадь 33,53 квадратных километров.
| Наименование  | Население (2011), человек |
| ------------- | ------------------------- |
| Каликратис    | 20                        |
| Капсодасос    | 46                        |
| Пацианос      | 100                       |
| Франгокастело | 148                       |

## Население
| Год  | Население, человек |
| ---- | ------------------ |
| 1991 | 16                 |
| 2001 | 18                 |
| 2011 | ↗ 20               |